# Jupp Linssen
Jupp Linssen  (* 1957 in Kempen) ist ein deutscher Künstler.

## Biografie
Linssen wuchs in Wachtendonk auf. Von 1980 bis 1986 studierte er Kunst an der RWTH Aachen bei Joachim Bandau. 1987 erhielt er den Förderpreis Bildende Kunst der Stadt Aachen und ist seitdem in zahlreichen Einzel- und Gruppenausstellungen international vertreten. 1995 Malersymposium in Werfen. 2003–2005 Dozent im Bereich Malerei/Orientierungsbereich an der Kunstakademie Düsseldorf. Heute lebt und arbeitet er in Aachen und den Niederlanden.
Jupp Linssen ist Mitglied im Deutschen Künstlerbund.

## Ausstellungen (Auswahl)

### Einzelausstellungen
- 1986 Neuer Aachener Kunstverein
- 1988 Burg Stolberg; Huck-Beifang-Haus, Steinfurth
- 1989 Kunstverein Heinsberg
- 1994 Städtische Galerie im Bürgerhaus, Neukirchen
- 1997 Skanska Konstmuseum Pictura, Lund/Schweden
- 1998 Kunstverein Würzburg
- 2000 Städtische Galerie Iserlohn
- 2000 Kunstverein Salzgitter
- 2002 Kunstverein Esslingen-Villa Merkel
- 2010 Städtische Galerie Villa Zanders, Bergisch Gladbac
- 2010 Sammlung Kunst aus NRW Reichsabtei Aachen-Kornelimünster
- 2010 Museum Zündorfer Wehrturm, Köln
- 2011 Kunstverein „Das Damianstor“ Bruchsal e.V.[2]

### Gruppenausstellungen
- 1987 Schirmfabrik Aachen
- 1989 Fritz-Winter-Haus, Ahlen
- 1992 „PARTnerschaft“ Suermondt-Ludwig-Museum, Aachen
- 1995 Städtische Galerie, Neunkirchen
- 1995 Museum Altes Kurhaus, Aachen
- 1995 Kunsthalle Rotterdam
- 1997 „6 Räume“ Les Brasseurs, Liege
- 1998 „Carambolage“ Gothaer Kunstforum, Köln
- 1998 Centrum Beelende Kunst Rotterdam: Dialog Cultur NL-NRW, Städtisches Museum Beckum
- 1998 „Grafik der Gegenwart“ Rheinisches Landesmuseum, Bonn
- 1998 Schloss Randegg: „Experimentelle Randegg“ (bis 2005 jährlich)
- 2000 Städtische Galerie Viersen
- 2000 Kreismuseum Blankenheim
- 2004 Experimentelle 13, Schloss Randegg-Thayngen mit Armin Göhringer
- 2005 20 Jahre Kunstverein Heinsberg
- 2006 Ludwig-Forum Aachen „Im Atelier“
- 2006 25 Jahre Niederrheinischer Kunstverein
- 2007 „Rraumobjekte“, Kunstverein Gelsenkirchen
- 2008 „Salon Mergeland“ Museum Valkenburg, NL
- 2009 „Schwarz - Weiß“ Kunstverein Germersheim